# برام مولينار
برام مولينار (بالهولندية: Bram Moolenaar)‏ هو عضو نشط في مجتمع البرمجيات المفتوحة المصدر وهو مولود عام 1961 في بلدة ليسا الهولندية وهو أيضاً من قام بالبدء بتطوير محرر النصوص المعروف بين مجتمع مبرمجي الحاسوب والمسمى بفيم.

## حياته البرمجية
يعد برام واحداً من الأعضاء الضامنين لمصدر الشهادة المسمى (CAcert) وهذا يعني انه مؤهل للتحقق من هويات الناس باستخدام نموذج ما يسمى ب (CAcert web of trust).
و يعد برام أيضاً أحد أعضاء مجموعة مستخدمي يونكس الهولندية التي قامت بمنحه جائزة لتطويره لمحرر النصوص فيم بالإضافة إلى مساهماته في مجتمع البرمجيات الحرة والمفتوحة المصدر وكان ذلك في الاحتفالية التي أقامتها المجموعة بمناسبة الذكرى الخامسة والعشرين لإنشائها.
و في شهر أغسطس من العام 2010 بدأ برام بالعمل مع شركة جوجل الأمريكية في فرع الشركة بمدينة زيوريخ السويسرية ولا يزال برام هو المشرف ومدير الإصدار لمحرر النصوص المعروف فيم.
في أول الأمر تمت تسمية فيم ب «في آي إميتيشن» والتي تعني بالعربية «تقليد في آي» وكان ذلك على منصات أميغا في عام 1998 ولكن فيما بعد تمت إعادة تسميته ب «في آي أمبروفد» وتعني بالعربية «في آي المحسن» وتم تطويعه للعمل على منصات أخرى، وبما أن في آي كان محرر نصوص مشهور بين المبرمجين (Programmers) ومدراء الأنظمة (System Administrators) فقد كان هناك شك بأن النسخة المحسنة التي قام برام بتطويرها قد تضاهي بالجودة والإقبال من قبل المستخدمين نفس القدر منما لاقاه في آي ولكن منذ الانطلاقة الأولى لهذا المحرر على أنظمة اليونكس عام 1992 قام فيم بحجب في آي من الواجهة وفاز أيضاً بعدة جوائز وأصبح يشار إليه كواحد من أشهر برامج تحرير النصوص.

## أعماله الخيرية
روَّج برام  للأعمال الخيرية وبتشجيع الناس على القيام بدعم الأطفال الأيتام في أوغندا وقد كان رائدا في هذا المجال عن طريق اتباع منهجية تسمى «تشاريتي وير» وذلك عن طريق محرر النصوص فيم الذي قام بتطويره، ويمكن للمستخدمين تحميل وتنصيب فيم بالمجان ولكنه يشجعهم على التبرع للمنظمة الغير ربحية ونتيجة لذلك فقد تم تسجيل بعض التطبيقات تحت هذه الرخصة لتشجيعها والعمل عليها ومن الأمثلة على هذه التطبيقات:
1. أراكنوفيليا (Arachnophilia) وهو محرر نصوص مخصص لكتابة الشيفرة المصدرية لبرامج الحاسوب.
2. فاير أف تي بي (FireFTP) وهو عميل إف تي بي مجاني ومتعدد المنصات في شكل امتداد للمتصفح موزيلا.
3. بيا زيب (PeaZip) وهو مدير ملفات ومؤرشف ملفات مجاني لأنظمة جنو/لينكس وويندوز.

و قد قام برام أيضاً بتطوير عدد من الأدوات البرمجية والتطبيقات مثل:
- برنامج A-A-P : وهو تطبيق يشبه الأداة ميك (make) وقد تم تطويره بلغة بايثون.
- لغة البرمجة زيمبو (Zimbu): وهي لغة برمجة تجريبية تقوم على التركيز على مدى مقروئية الشيفرة المصدرية للبرامج.

## روابط خارجية
- الموقع الرسمي لبرام مولينار